# Сапарлиєв Хидир Мухамметбердиєвич
Хидир Мухамметбердиєвич Сапарлиєв (туркм. Hydyr Saparlyýew, нар. 1958, м. Мари, Туркменська РСР, СРСР) — туркменський державний діяч, дипломат.

## Біографія
Закінчив Туркменський політехнічний інститут. За спеціальністю — інженер. Має ступінь кандидата технічних наук.
Після закінчення навчання в інституті працював викладачем. 
З 1983 по 1986 роки — аспірант Туркменського політехнічного інституту, здійснював наукову діяльність в Московському науково-дослідному енергетичному інституті імені Г.М. Кржижановського.
З 1986 по 1994 роки — інженер, науковий співробітник, старший науковий співробітник, завідувач лабораторії Науково-виробничого об'єднання «Сонце» Академії наук Туркменістану. На проятзі трьох років — доцент Туркменського державного інституту транспорту та зв'язку, заступник декана по навчальній роботі, консультант Відділу науки та освіти Кабінету Міністрів Туркменістану.
З 1998 по 1999 роки — помічник заступника Голови Кабінету Міністрів Туркменістану. Потім призначений завідувачем Відділу науки та освіти Кабінету Міністрів Туркменістану.
З серпня 2001 року по квітень 2004 року — ректор Туркменського політехнічного інституту.
З 23 квітня 2004 року по 31 жовтня 2005 року — Міністр освіти Туркменістану.
З 31 жовтня 2005 року по 16 лютого 2007 року — Надзвичайний і Повноважний Посол Туркменістану у Вірменії.
З 16 лютого 2007 року по 16 березня 2007 року — знову Міністр освіти Туркменістану.
З 16 березня 2007 року по 11 лютого 2011 року — заступник Голови Кабінету Міністрів Туркменістана, курирує сфери освіти, науки, охорони здоров'я, культури, спорту, а також засоби масової інформації, громадські організації та за сумісництвом Голова Надзвичайної комісії Туркменістану по боротьбі з разповсюдженням захворювань.
На початку 2011 року в результаті неналежної організації проведення зі студентами виховної роботи та зниження якості їх навчання в Політехнічному інституті стався негативний інцидент. Хидира Сапарлиєва знову призначено ректором інституту, враховуючи його стаж та досвід у цій сфері, та звільнено з посади у Кабінеті Міністрів Туркменістану.. У квітні 2012 року після серйозної ДТП, що влаштували студенти Туркменського політехнічного інституту, знятий з посади.